# Raul Neto
Raul Togni Neto, mais conhecido como Raulzinho (Belo Horizonte, 19 de maio de 1992) é um jogador brasileiro de basquete profissional que atualmente está sem clube.
Ele jogou pelo Minas Tênis Clube da NBB e pelo Gipuzkoa e Murcia da Liga ACB. Ele foi selecionado pelo Atlanta Hawks como a 47º escolha geral no draft da NBA de 2013, sendo trocado sem disputar nenhuma partida pelo clube. Na NBA, ele jogou pelo Utah Jazz, Philadelphia 76ers, Washington Wizards e Cleveland Cavaliers.

## Carreira
Raulzinho começou a jogar basquetebol na cidade de Poços de Caldas, onde morava juntamente com sua família. Com a ida de seu pai, Raul Togni Filho, para Bauru para jogar no Bauru, toda a família se mudou para a cidade, onde Raulzinho começou a jogar basquete em um clube. Posteriormente, com o encerramento da carreira de seu pai como atleta e o inicio do seu ciclo como técnico, toda família se transferiu para Belo Horizonte, onde Raulzinho foi atuar no Minas Tenis Clube.  
Ele fez sua estreia profissional em 2008, com o Minas durante a Liga das Américas de 2008-09. Ele jogou mais três temporadas por Minas e representou a Equipe Mundial no Nike Hoop Summit de 2010.
Depois de uma média de 12,6 pontos e 2,2 assistências como sexto homem em Minas na temporada de 2010–11, Raulzinho assinou com o Gipuzkoa Basket da Espanha para a temporada de 2011-12.
Depois de ter médias de 8,5 pontos e 2,9 assistências durante a temporada de 2012–13 com Gipuzkoa, Neto foi selecionado pelo Atlanta Hawks com a 47ª escolha geral no Draft de 2013. Ele foi negociado para o Utah Jazz na mesma noite. No entanto, ele não se juntou ao Jazz e retornou ao Gipuzkoa para a temporada de 2013-14.
Em 1º de agosto de 2014, Neto assinou um contrato de três anos com o UCAM Murcia. Ele se separou do clube após a temporada de 2014-15 para ir para a NBA.

### NBA
Em 9 de julho de 2015, Neto assinou contrato de 3 anos e US$2.7 milhões com o Utah Jazz. Ele fez sua estreia pelo Jazz na abertura da temporada da equipe contra o Detroit Pistons em 28 de outubro de 2015, registrando 8 pontos e 3 assistências como titular na derrota por 92-87. Em 27 de janeiro de 2016, Neto foi selecionado para o Desafio das Estrelas em Ascensão de 2016 como membro da Equipe Mundial. Em 19 de fevereiro de 2016, ele marcou 15 pontos em uma vitória por 111-93 sobre o Boston Celtics. 
Em 9 de janeiro de 2017, ele jogou um jogo pelo Salt Lake City Stars, o afiliado dos Jazz na D-League. Ele jogou 9 dos 11 jogos dos Jazz durante os playoffs.
Em 2 de julho de 2019, Neto foi dispensado pelo Jazz devido ao chegada de Mike Conley. Dois dias depois, ele assinou um contrato de 1 ano e US$1.7 milhões com o Philadelphia 76ers.
Em 22 de novembro de 2020, Neto foi contratado pelo Washington Wizards.
Em 02 de julho de 2022, assinou com o Cleveland Cavaliers.
Em 8 de agosto de 2023, Raulzinho foi oficializado como reforço do Fenerbahçe-TUR para a temporada 2023-24.

## Carreira na seleção
Neto ganhou destaque depois de liderar a equipe Sub-18 do Brasil para um impressionante vice-campeonato no Campeonato Sul-Americano de Basquete Sub-18 de 2010.
Ele foi o mais jovem membro da equipe durante o Campeonato Mundial de Basquetebol Masculino de 2010. 
Ele participou dos Jogos Olímpicos de 2012, da Campeonato Sul-Americano de 2013, do Campeonato Mundial de 2014 e dos Jogos Olímpicos de 2016. Durante a Copa do Mundo, ele teve uma ótima atuação contra a Argentina nas oitavas-de-final, quando marcou 21 pontos e levou o Brasil a uma vitória.
A Confederação Brasileira de Basquete (CBB) divulgou em 21 de agosto de 2023, a lista com os 12 atletas convocados para a Copa do Mundo. Dentre os nomes o de Raulzinho.
Raulzinho estreou com a Seleção Brasileira na Copa do Mundo de Basquete com uma grande vitória sobre o Irã em 26 de agosto, por 100 a 59, em Jacarta,  porém Raulzinho deixou a quadra com uma lesão de ruptura do tendão patelar do joelho direito, de acordo com a Confederação Brasileira de Basketball (CBB), está fora do restante do torneio.

## Estatísticas da carreira

### NBA

#### Temporada regular
| Ano      | Equipe       | PJ  | PT | MPJ  | AP   | 3P   | LL   | RT  | AS  | BR  | TO | PPJ |
| -------- | ------------ | --- | -- | ---- | ---- | ---- | ---- | --- | --- | --- | -- | --- |
| 2015–16  | Utah         | 81  | 53 | 18.5 | .431 | .395 | .743 | 1.5 | 2.1 | .8  | .0 | 5.9 |
| 2016–17  | Utah         | 40  | 0  | 8.6  | .451 | .323 | .889 | .8  | .9  | .5  | .1 | 2.5 |
| 2017–18  | Utah         | 41  | 0  | 12.1 | .457 | .404 | .743 | 1.2 | 1.8 | .3  | .1 | 4.5 |
| 2018–19  | Utah         | 37  | 1  | 12.8 | .460 | .333 | .848 | 1.7 | 2.5 | .4  | .1 | 5.3 |
| 2019–20  | Philadelphia | 54  | 3  | 12.4 | .455 | .386 | .830 | 1.1 | 1.8 | .4  | .1 | 5.1 |
| 2020–21  | Washington   | 64  | 22 | 21.9 | .468 | .390 | .882 | 2.4 | 2.3 | 1.1 | .1 | 8.7 |
| 2021–22  | Washington   | 70  | 19 | 19.6 | .463 | .292 | .769 | 1.9 | 3.1 | .8  | .0 | 7.5 |
| Carreira | Carreira     | 387 | 98 | 15.1 | .455 | .360 | .814 | 1.5 | 2.0 | .6  | .0 | 5.6 |

#### Playoffs
| Ano      | Equipe       | PJ | PT | MPJ  | AP   | 3P   | LL    | RT  | AS  | BR | TO | PPJ |
| -------- | ------------ | -- | -- | ---- | ---- | ---- | ----- | --- | --- | -- | -- | --- |
| 2017     | Utah         | 9  | 0  | 6.7  | .615 | .500 | 1.000 | .8  | .4  | .1 | .1 | 2.6 |
| 2018     | Utah         | 8  | 0  | 9.0  | .304 | .286 | 1.000 | 1.3 | 1.3 | .3 | .0 | 2.6 |
| 2019     | Utah         | 3  | 0  | 6.5  | .167 | .000 | —     | 1.0 | .3  | .0 | .0 | .7  |
| 2020     | Philadelphia | 2  | 0  | 13.0 | .333 | .400 | —     | 1.5 | 1.5 | .5 | .0 | 4.0 |
| 2021     | Washington   | 5  | 3  | 22.4 | .353 | .267 | .800  | 2.2 | 1.0 | .4 | .0 | 6.4 |
| Carreira | Carreira     | 27 | 3  | 11.5 | .354 | .290 | .933  | 1.3 | .9  | .2 | .0 | 3.2 |

### NBB

#### Temporada regular
| Ano      | Equipe   | PJ | MPJ  | AP   | 3P   | LL   | RT  | AS  | BR  | TO | PPJ  |
| -------- | -------- | -- | ---- | ---- | ---- | ---- | --- | --- | --- | -- | ---- |
| 2008-09  | Minas    | 7  | 5.6  | .522 | .333 | .500 | .4  | .9  | 1.1 | .1 | 1.7  |
| 2009-10  | Minas    | 26 | 16.5 | .559 | .448 | .788 | 1.2 | 2.1 | .7  | .1 | 5.5  |
| 2010-11  | Minas    | 27 | 28.9 | .540 | .309 | .746 | 3.0 | 2.3 | 1.9 | .1 | 12.5 |
| Carreira | Carreira | 60 | 17.0 | .540 | .363 | .677 | 1.5 | 1.7 | 1.2 | .1 | 6.5  |

#### Playoffs
| Ano      | Equipe   | PJ | MPJ  | AP   | 3P   | LL   | RT  | AS  | BR | TO | PPJ  |
| -------- | -------- | -- | ---- | ---- | ---- | ---- | --- | --- | -- | -- | ---- |
| 2009-10  | Minas    | 8  | 19.4 | .431 | .286 | .867 | 1.7 | 3.3 | .7 | .0 | 5.9  |
| 2010-11  | Minas    | 4  | 29.3 | .587 | .625 | .864 | 2.0 | 1.8 | .8 | .5 | 13.5 |
| Carreira | Carreira | 12 | 24.3 | .509 | .455 | .865 | 1.8 | 2.5 | .7 | .2 | 9.7  |